# Gugudan
Gugudan (tiếng Hàn: 구구단, được viết cách điệu thành gu9udan) là một nhóm nhạc nữ Hàn Quốc được thành lập vào tháng 6 năm 2016 bởi công ty giải trí Jellyfish Entertainment. Gugudan gồm có 9 thành viên bao gồm: Mimi, Hana, Haebin, Nayoung, Sejeong, Sally, Soyee, Mina và Hyeyeon. Tên fandom của nhóm là Dear Friend.

## Ý nghĩa tên gọi
Tên của nhóm: "Gugudan" (tiếng Hàn: 구구단; Hanja: 九九段; Hán - Việt: Cửu Cửu Đoạn, phát âm Hangeul: Kukutan) có nghĩa là "Bảng Cửu Chương" trong tiếng Hàn, có ý nói 9 cô gái với 9 cá tính riêng tập hợp lại, sẽ lôi cuốn khán giả với sức hấp dẫn thuần khiết và gần gũi của mình.. Ban đầu công ty có dự định đặt là gx9.

## Lịch sử

### Trước khi ra mắt
Vào tháng 1 năm 2016, Kim Nayoung, Kim Sejeong và Kang Mina tham gia chương trình tuyển chọn nhóm nhạc mang tên "Produce 101" của đài Mnet. Sejeong xếp thứ 2, Mina xếp thứ 9 còn Nayoung rất tiếc bị loại ở vòng chung kết với vị trí thứ 14 (chỉ thiếu 3 bậc nữa sẽ được debut). Và Sejeong, Mina được vào nhóm I.O.I thuộc quyền quản lý của YMC Entertainment, nhóm hoạt động trong vòng 10 tháng .

### 2016: Ra mắt vớiAct.1 The Little Mermaid
Vào ngày 7 tháng 6 năm 2016, Jellyfish Entertainment đã thông báo rằng hai thành viên Sejeong và Mina (I.O.I) được ra mắt trong nhóm nhạc nữ đầu tiên của công ty. Mặc dù vào tháng 6 năm 2016, Sejeong và Mina vẫn đang là thành viên của I.O.I, nhưng theo điều khoản đặc biệt của YMC Entertainment (công ty quản lý của I.O.I) có nói rằng, các thành viên vẫn được phép hoạt động dưới quyền của công ty chủ quản của họ trong khi I.O.I trong thời giam tạm nghỉ hoặc quảng bá các nhóm nhỏ.
Ngay sau đó không lâu, ngày 10 tháng 6, Nayoung (thành viên cùng tham gia Produce 101 nhưng đã bị loại) cũng được xác định là thành viên của nhóm. Công ty tiết lộ rằng, nhóm gồm 9 thành viên. Và vào ngày 13 tháng 6 năm 2016, Jellyfish Entertainment đã công bố tên chính thức của nhóm là: "Gugudan".
Ngày 28 tháng 6 năm 2016, nhóm chính thức ra mắt với mini album đầu tay mang tên: "Act. 1 The Little Mermaid" gồm 6 ca khúc với bài hát chủ đề "Wonderland". Và trong cùng ngày, video âm nhạc của bài hát đã được phát hành trực tuyến và thông qua Naver V App.

### 2017:Act. 2 Narcissus và Act. 3 Chococo Factory
Ngày 20 tháng 1, Jellyfish Entertainment thông báo rằng Gugudan đang chuẩn bị cho màn comback của nhóm vào tháng hai.
Ngày 3 tháng 2, Jellyfish Entertainment đã đưa ra ngày comback cụ thể là ngày 28 tháng 2 với mini album thứ hai mang tên Act. 2 Narcissus.
Ngày 28 tháng 2, nhóm comeback cùng mini-album thứ hai: Act. 2 Narcissus với ca khúc chủ đề mang tên A Girl Like Me.
Ngày 6 tháng 5, nhóm đã đến Việt Nam để tham dự chương trình K-Pop Cover Dance Festival tại Nhà hát Bến Thành với vai trò giám khảo và đã có một fansign nhỏ tại đây.
Ngày 8 tháng 11, Jellyfish Entertainment xác nhận nhóm sẽ phát hành thêm album mới có tên là Act. 3 Chococo Factory, trong đó bao gồm bài hát chủ đề mang tên Chococo. Lần comeback này với sự thông báo vắng mặt của Soyee vì chấn thương vai mà cô phải chịu đựng trước khi ra mắt, Gugudan sẽ comeback với đội hình 8 thành viên trong suốt thời gian Soyee nghỉ ngơi phục hồi.

### 2018: Act. 4 Cait Sith, Act. 5 New Action, debut tại Nhật, Hyeyeon rời nhóm
Ngày 1 tháng 2, Gugudan phát hành album Act. 4 Cait Sith với bài hát chủ đề mang tên The Boots, đánh dấu sự trở lại của thành viên Soyee sau 3 tháng tạm ngưng hoạt động.
Ngày 17 tháng 5, Hyeyeon tạm ngưng hoạt động vì vấn đề sức khỏe.
Ngày 19 tháng 9, Gugudan chính thức ra mắt tại Nhật và phát hành album Nhật đầu tiên mang tên Stand By.Ngày 25 tháng 10, Jellyfish Entertainment xác nhận Hyeyeon rời nhóm để tập trung học hành, tuy nhiên vẫn ở lại công ty vì chưa hết hạn hợp đồng.
Ngày 6 tháng 11, Gugudan phát hành album Act. 5 New Action với bài hát chủ đề mang tên Not That Type.

### 2019 - 2020: Gián đoạn, Sally hoạt động tại Trung và nhóm tan rã
Ngày 12 tháng 7 năm 2019, Sally chính thức kí hợp đồng với Hot Idol (Haohaobangyang) - công ty quản lý hoạt động tại Trung. Năm 2020, Sally tham gia show sống còn Sáng tạo doanh 2020 giành vị trí thứ 6 chung cuộc debut cùng nhóm BonBon Girls 303 tại Trung Quốc.
Được biết  phía công ty là Jellyfish Entertainment và các thành viên đã trải qua nhiều buổi thảo luận và cuối cùng quyết định nhóm sẽ tan rã vào ngày 31/12/2020

## Thành viên
| Nghệ danh | Nghệ danh | Tên khai sinh | Tên khai sinh | Tên khai sinh | Tên khai sinh    | Vai trò                                | Ngày sinh         | Nơi sinh                                                    | Quốc tịch  |
| Latinh    | Hangul    | Latinh        | Hangul        | Hanja         | Hán-Việt         | Vai trò                                | Ngày sinh         | Nơi sinh                                                    | Quốc tịch  |
| --------- | --------- | ------------- | ------------- | ------------- | ---------------- | -------------------------------------- | ----------------- | ----------------------------------------------------------- | ---------- |
| Mimi      | 미미      | Jeong Mimi    | 정미미        | 鄭美美        | Trịnh Mỹ Mỹ      | Sub Vocalist                           | 1 tháng 1, 1993   | Yeouido-dong, Yeongdeungpo-gu, Seoul, Hàn Quốc              | Hàn Quốc   |
| Hana      | 하나      | Shin Bora     | 신보라        | 辛보라        | Thân Bảo Lạp     | Main Dancer, Sub Vocalist, Center      | 30 tháng 4, 1993  | Gyeonggido, Bucheon, Hàn Quốc                               | Hàn Quốc   |
| Haebin    | 해빈      | Han Haebin    | 한해빈        | 韓海彬        | Hàn Hải Bân      | Main Vocalist                          | 16 tháng 8, 1995  | Myeongjang-dong, Dongnae-gu, Busan, Hàn Quốc                | Hàn Quốc   |
| Nayoung   | 나영      | Kim Nayoung   | 김나영        | 金娜英        | Kim Nhã Anh      | Lead Vocalist                          | 23 tháng 11, 1995 | Yangcheon-gu, Seoul, Hàn Quốc                               | Hàn Quốc   |
| Sejeong   | 세정      | Kim Sejeong   | 김세정        | 金世正        | Kim Thế Tinh     | Main Vocalist                          | 28 tháng 8, 1996  | Mangyeong-ri, Mangyeong-eup, Gimje-si, Jeolla Bắc, Hàn Quốc | Hàn Quốc   |
| Sally     | 샐리      | Liu Xiening   | 류셰닝        | 刘些宁        | Lưu Tá Ninh      | Lead Rapper, Lead Dancer, Sub Vocalist | 23 tháng 10, 1996 | Thâm Quyến, Quảng Đông, Trung Quốc                          | Trung Quốc |
| Soyee     | 소이      | Jang Sojin    | 장소진        | 張昭珍        | Trương Tố Trân   | Main Vocalist                          | 21 tháng 11, 1996 | Hwajeong-dong, Seo-gu, Gwangju, Hàn Quốc                    | Hàn Quốc   |
| Mina      | 미나      | Kang Mina     | 강미나        | 康美娜        | Khương Mỹ Na     | Main Dancer, Main Rapper, Sub Vocalist | 4 tháng 12, 1999  | Hwajeong-dong, Seo-gu, Gwangju                              | Hàn Quốc   |
| Hyeyeon   | 혜연      | Jo Hyeyeon    | 조혜연        | 趙慧妍        | Triệu Huệ Nghiên | Lead Vocalist, Lead Dancer, Sub Rapper | 5 tháng 8, 2000   | Ansan-si, Gyeonggi-do                                       | Hàn Quốc   |

## Danh sách đĩa nhạc

### EP
| Tiêu đề                  | Chi tiết                                                                                          | Danh sách bài hát |
| ------------------------ | ------------------------------------------------------------------------------------------------- | --- |
| Act.1 The Little Mermaid | - Phát hành: 28 tháng 6 năm 2016 - Hãng đĩa: Jellyfish Entertainment - Định dạng: CD, tải nhạc số | 1. Wonderland 2. 구름 위로 3. Good Boy 4. 일기 (Diary) 5. Maybe Tomorrow 6. Wonderland (Inst.)                            |
| Act.2 Narcissus          | - Phát hành: 28 tháng 2 năm 2017 - Hãng đĩa: Jellyfish Entertainment - Định dạng: CD, tải nhạc số | 1. Rainbow 2. 나 같은 애 (A Girl Like Me) 3. 미워지려 해 4. 거리 5. 소원 들어주기 6. 나 같은 애 (A Girl Like Me) [Inst.l] |

### Đĩa đơn
| Tiêu đề               | Chi tiết | Danh sách bài hát                                              |
| --------------------- | --- | -------------------------------------------------------------- |
| Act.3 Chococo Factory | - Phát hành: 8 tháng 11 năm 2017 - Hãng đĩa: Jellyfish Entertainment, CJ E&M - Định dạng: CD, tải nhạc số      | 1. Chococo 2. Lucky 3. 스노우 볼 (Snowball) 4. Chococo (Inst.) |
| Act. 4 Cait Sith      | - Phát hành: ngày 27 tháng 2 năm 2017 - Hãng đĩa: Jellyfish Entertainment, CJ E&M - Định dạng: CD, tải nhạc số | 1. The Boots 2. Silly 3. Lovesick 4. The Boots (Inst.)         |

### Video âm nhạc
| Năm  | M/V                                     | Dance Practice Video                    |
| ---- | --------------------------------------- | --------------------------------------- |
| 2016 | - Wonderland                            | - Wonderland                            |
| 2017 | - 나 같은 애 (A Girl Like Me) - Chococo | - 나 같은 애 (A Girl Like Me) - Chococo |
| 2018 | - The Boots                             | -                                       |

## Danh sách phim

### Phim
| Năm  | Phim                      | Kênh    | Thành viên tham gia |
| ---- | ------------------------- | ------- | ------------------- |
| 2014 | High School King of Savvy | tvN     | Hana                |
| 2014 | One Sunny Day             | LINE TV | Mimi                |
| 2015 | Producers                 | KBS2    | Mimi                |
| 2017 | School 2017               | KBS2    | Kim Se-jeong        |

## Chương trình truyền hình
| Năm       | Chương trình              | Kênh            | Thành viên                   | Ghi chú                                        |
| --------- | ------------------------- | --------------- | ---------------------------- | ---------------------------------------------- |
| 2012-2013 | K-pop Star 2              | SBS             | Sejeong                      | vòng casting audition                          |
| 2013      | Cheongdam-dong 111        | tvN             | Mimi                         |                                                |
| 2016      | Produce 101               | Mnet            | Nayoung, Sejeong, Mina       | Sejeong và Mina trở thành thành viên của I.O.I |
| 2016      | Standby I.O.I             | Mnet            | Sejeong và Mina              |                                                |
| 2016      | Saturday Night Live Korea | tvN             | Sejeong và Mina              | host, với những thành viên khác của I.O.I      |
| 2016      | Talents for Sale          | KBS             | Sejeong và Mina              | Sejeong làm host                               |
| 2016      | Girls Who Eat Well        | JTBC V by Naver | Mina                         | muk-bang show                                  |
| 2016      | A New House For Me        | JTBC            | Cả nhóm                      | Lên sóng 29 tháng 6                            |
| 2016      | Weekly Idol               | MBC every1      | Cả nhóm                      | Tập 259                                        |
| 2016      | Golden Bell Challenge     | KBS2            | Cả nhóm                      | Khách mời (Tập 832)                            |
| 2016      | Vitamin                   | KBS2            | Hana, Nayoung, Mina, Hyeyeon |                                                |
| 2016      | Vocal War: God's Voice    | SBS             | Hana, Sejeong                | Khán giả (TBA)                                 |
| 2016      | Baek Jong Won's Top 3     | SBS             | Cả nhóm                      | Khán giả                                       |
| 2016      | Happy Together 3          | KBS2            | Sejeong                      | Khách mời (tập 416)                            |
| 2016      | Running man               | SBS             | Sejeong                      | Khách mời (tập 313)                            |
| 2016      | 배움은 놀이다 Show        | KBS1            | Nayoung, Hyeyeon             | Khách mời (Tập 1-2)                            |

## Radio
| Năm  | Tên                | Kênh            | Thành viên    |
| ---- | ------------------ | --------------- | ------------- |
| 2016 | Old School         | SBS Power FM    | Cả nhóm       |
| 2016 | Bae Sung-jae's Ten | SBS Power FM    | Hana, Sejeong |
| 2016 | Moonlight Paradise | MBC Standard FM | Cả nhóm       |